# Боровський Владислав
Боровський Владислав (1839—1866) — революційний та військовий діяч.

## З життєпису
Походив з волинської шляхти. Навчався в петербурзькому інженерному училищі та Інженерній академії, звідки був виключений 1861 за вияв непокори начальству. Відправлений до Києва підпоручиком 2-ї саперної бригади, розгорнув підготовку збройного виступу проти царату. Очолив один із загонів польського повстання 1863—1864. У бою під Бородянкою 9 травня (27 квітня) 1863 потрапив у полон. Назвався вигаданим іменем, і ніхто його не виказав. Засуджений на 10-річне заслання до Сибіру, здійснив спробу втечі з Косого капоніру, проте був разом зі спільниками затриманий та ув'язнений на головній гауптвахті київської фортеці. Не розгубившись, утік із камери-одиночки до Санкт-Петербурга, звідти — до Галичини. З Австрійської імперії дістався Франції.